# Zhugderdemidiyn Gurragcha
Zhugderdemidiyn Gurragcha (mongol: Жүгдэрдэмидийн Гүррагчаа;, 5 de diciembre de 1947) fue el primer cosmonauta de Mongolia y el segundo (después de Phạm Tuân) de Asia en el espacio. Fue ministro de Defensa de Mongolia desde el 2000 hasta el 2004.
Nacido en Gurvanbulag, Mongolia, Gürragchaa estudio en Ulán Bator para convertirse en un ingeniero aeroespacial. Luego se unió a la fuerza aérea, llegando al rango de Mayor General.
Fue seleccionado como parte del octavo programa de Intercosmos el 1 de marzo de 1978. Su respaldo fue Maidarzhavyn Ganzorig. Gurragcha, junto con el cosmonauta soviético Vladimir Dzhanibekov, partieron desde el cosmódromo de Baikonur el 22 de marzo de 1981. Se acopló con la estación espacial Salyut 6. Ya en órbita, Dzhanibekov y Gurragcha llevaron a cabo experimentos en ciencias de la Tierra. Después de 124 órbitas, 7 días, 20 horas y 42 minutos en el espacio, Gurragcha y Dzhanibekov aterrizaron a 170 kilómetros al sureste de Dzhezkasgan.

## Después del vuelo

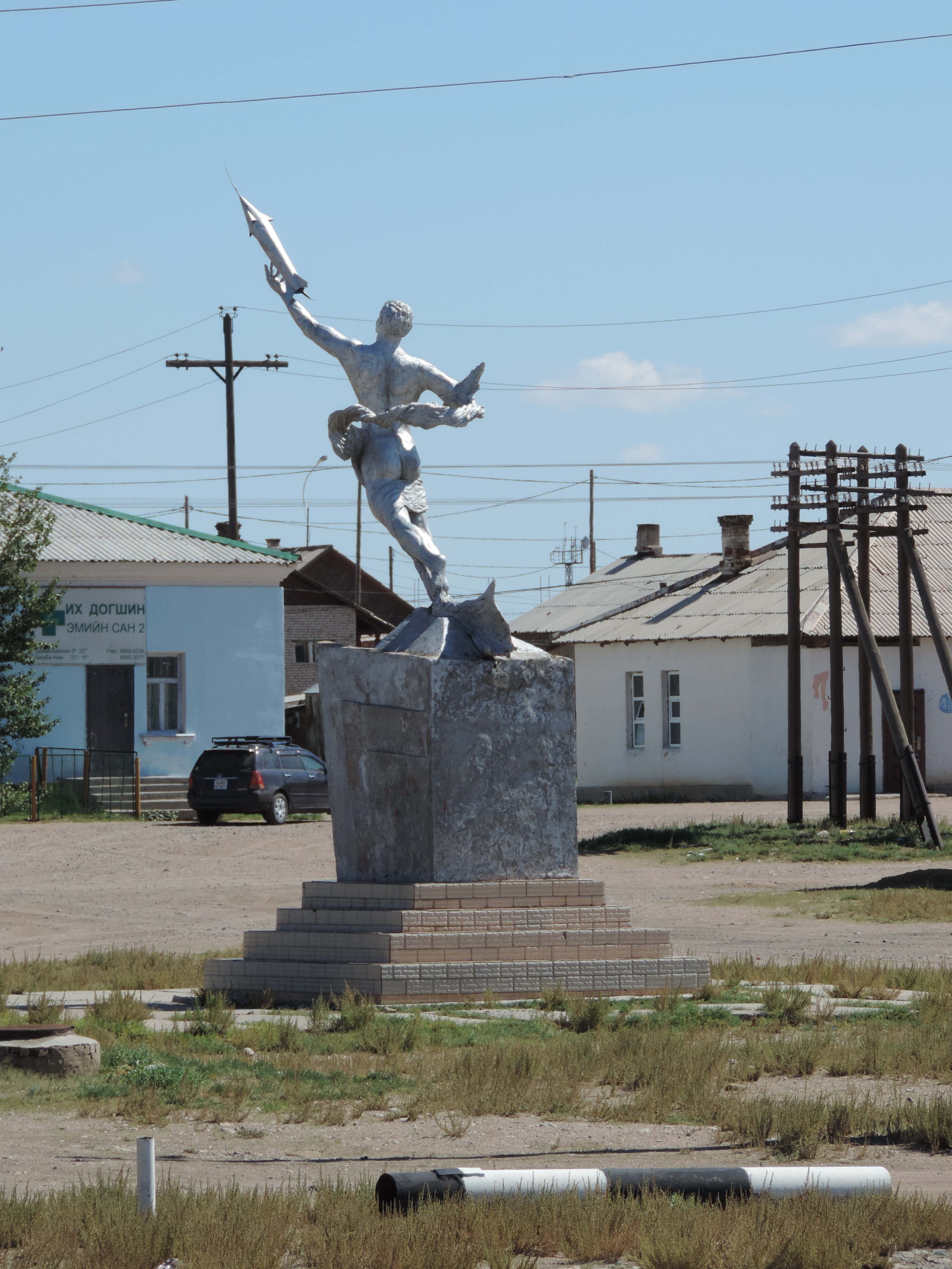
Escultura conmemorativa de Zhugderdemidiyn Gurragcha, primer cosmonauta mongol (Choir, Mongolia)

Después de que Mongolia eliminó la prohibición de la era comunista en los nombres en 1997, e incapaz de identificar su herencia original, Gürragchaa eligió el nombre de Sansar, mongol para "Cosmos". Los nombres tienen sólo un significado simbólico y no debe confundirse con el estilo occidental de "apellidos", que son desconocidos en Mongolia.
Jügderdemidiin Gurragcha fue galardonado con el título de Héroe de la Unión Soviética el 30 de marzo de 1981. El Memorial Zaisan, un monumento al sur de Ulán Bator, dedicado a la amistad ruso-mongola, incluye un mural que muestra entre sus escenas el vuelo de 1981 de Gürragchaa.
Antes de convertirse en ministro de Defensa, Gürragchaa trabajó como jefe de Estado Mayor de la defensa aérea de las Fuerzas Armadas de Mongolia. Está casado y tiene dos hijos.